# الشجاعة (قارة)

تعديل مصدري - تعديل

الشجاعة هي إحدى قرى عزلة قارة بمديرية قارة التابعة لمحافظة حجة، بلغ تعداد سكانها 157 نسمة حسب تعداد اليمن لعام 2004.